# La Dimensió Desconeguda
The Twilight Zone (literalment La zona del crepuscle, traduïda al català com "La dimensió desconeguda") és una franquícia de mitjans basada en una sèrie de televisió d'antologia dels Estats Units especialitzada en el gènere de la ciència-ficció, la fantasia i el terror. La sèrie original té 156 episodis, repartits en cinc temporades (entre el 1959 i el 1964), 92 escrits pel creador de la sèrie, Rod Serling, qui també feia de narrador. Cada episodi recreava un relat de fantasia, de terror o de ciència-ficció, sovint amb un final sorprenent.
La sèrie original de La Dimensió Desconeguda és àmpliament considerada com una de les sèries de televisió més grans de tots els temps. El 2002, la sèrie va ocupar el lloc 26 a la llista dels 50 millors espectacles televisius de tots els temps de TV Guide. L'any 2004, va ocupar el lloc número 8 dels millors programes de culte de TV Guide, passant al número 9 tres anys després. El 2013, el Sindicat de Guionistes dels Estats Units la va classificar com la tercera sèrie de televisió millor escrita de tots els temps i TV Guide la va classificar com el quart millor drama, el segon millor programa de ciència-ficció i el cinquè espectacle més gran de tots els temps. El 2016, la sèrie va ocupar el número 7 de la llista de Rolling Stone dels 100 millors espectacles de tots els temps i va ocupar el lloc número 12 el 2022. El 2023, Variety va classificar La Dimensió Desconeguda en el número 14 de la seva llista dels 100 millors programes de televisió de tots els temps.
El 1997, els episodis de la tercera temporada "To Serve Man" (dirigit per Richard L. Bare) i "Una bona vida" ("It's a Good Life") (dirigit per James Sheldon) van ser escollits respectivament en els llocs 11 i 31 de la llista dels 100 millors episodis de televisió de tots els temps de TV Guide. El 2009, TV Guide va classificar l'episodi 8 de la primera temporada, "Temps per a ell, a la fi" ("Time Enough at Last") (dirigit per John Brahm), com el núm. 11 de a la seva llista actualitzada dels 100 millors episodis.
L'èxit de la sèrie original dugué a la creació de dues pel·lícules una pel cinema (1983) i l'altra per televisió (1994), una sèrie radiofònica (2002-2012), novel·les, còmics, una revista i un parc temàtic i tres sèries revivals: la primera de 1985 a 1989; la segona el 2002; la tercera es va estrenar l'1 d'abril de 2019 a 2020.

## La sèrie original
A finals de la dècada de 1950, Rod Serling era un nom destacat a la televisió. Les seves exitoses obres de televisió inclouen "Patterns" (per a Kraft Television Theatre) i "Requiem for a Heavyweight" (per Playhouse 90), però constants canvis i modificacions fetes per les xarxes i patrocinadors van frustrar Serling. A "Requiem for a Heavyweight"', la línia "Got a match?" es va haver de tallar perquè el patrocinador venia encenedors; altres programes tenien paraules semblants que podrien recordar als espectadors dels competidors al patrocinador, inclòs un cas en què el patrocinador, Ford Motor Company, va treure Chrysler Building d'una imatge de l'skyline de Nova York.
Segons els comentaris a la seva antologia de 1957 Patterns, Serling havia estat intentant aprofundir en material més controvertit que les seves obres de principis dels anys cinquanta. Això va conduir a Noon on Doomsday per a United States Steel Hour el 1956, un comentari de Serling sobre
la defensivitat i la total manca de penediment que va veure a la ciutat de Mississipí on va tenir lloc l'assassinat d'Emmett Till. El seu guió original va ser molt paral·lel al cas Till, després va ser traslladat del sud i la víctima es va canviar per un prestador d'empenyorament jueu i, finalment, es va convertir en només un estranger en una ciutat sense nom.

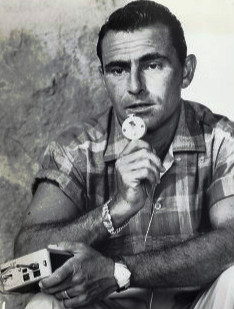
Rod Serling treballant en el seu guió amb un dictàfon el 1959.

Serling va pensar que un escenari de ciència-ficció, amb robots, extraterrestres i altres fets sobrenaturals, li donaria més llibertat i menys interferències per expressar idees controvertides que escenaris més realistes." The Time Element" va ser la presentació pilot de Serling de 1957 per al seu espectacle, una aventura de viatge en el temps sobre un home que torna a Honolulú el 1941 i intenta avisar sense èxit a tothom sobre l'imminent atac a Pearl Harbor. El guió, però, va ser rebutjat i arxivat fins que Bert Granet el va descobrir i el va produir com a episodi de Desilu Playhouse el 1958. L'espectacle va ser un gran èxit i va permetre a Serling començar finalment la producció de la seva sèrie d'antologia, The Twilight Zone. El sentit editorial del destí irònic de Serling en l'escriptura feta per a la sèrie va ser identificat com a significatiu per al seu èxit per la biblioteca del BFI Film Classics, que va afirmar que, per a Serling, "la cruel indiferència i la implacabilitat del destí i la ironia de la justícia poètica" van ser temes recurrents a les seves trames.
La sèrie va ser produïda per Cayuga Productions, Inc., una companyia de producció propietat i nomenada per Serling. Refereix els seus antecedents al centre de Nova York i rep el nom de Cayuga Lake, on posseïa una llar i on es troben la Universitat Cornell i el col·legi Ithaca.
A part de Serling, que va escriure o adaptar prop de dos terços del total dels episodis de la sèrie, els escriptors de The Twilight Zone van incloure autors principals com Charles Beaumont, Ray Bradbury, Earl Hamner, Jr., George Clayton Johnson, Richard Matheson, Reginald Rose i Jerry Sohl. Molts episodis també van incloure noves adaptacions d'històries clàssiques d'escriptors com Ambrose Bierce, Jerome Bixby, Damon Knight, John Collier i Lewis Padgett.
Els temes freqüents de The Twilight Zone inclouen la guerra nuclear, el McCarthyisme i histèria de masses, temes que s'evitaven a la televisió menys seriosa d'horaris de màxima audiència. Episodis com "The Monsters Are Due on Maple Street" i "I am the night — Color Me Black" inclouen comentaris específics sobre esdeveniments actuals i temes socials. Altres històries, com "The Maskers", "I Dream of Genie" o "Mr. Denton en Doomsday" van ser alegories, paràboles, o faules que reflectien les eleccions morals i filosòfiques dels personatges.
La sèrie original conté 156 episodis. Els episodis de la primera a la tercera temporada tenen una durada de 30 minuts. La quarta temporada (1962–63) consta d'episodis d'una hora. La cinquena temporada va tornar al format de mitja hora.

### Repartiment
En ser una sèrie d'antologia sense personatges recurrents, La Dimensió Desconeguda compta amb una àmplia gamma d'estrelles convidades, algunes de les quals van aparèixer en diversos episodis. L'espectacle compta amb les primeres actuacions d'actors que es van fer famosos, entre ells Theodore Bikel, Bill Bixby, Lloyd Bochner, Morgan Brittany, Charles Bronson, Carol Burnett, Donna Douglas, Robert Duvall, Buddy Ebsen, Peter Falk, Constance Ford, Joan Hackett, Dennis Hopper, Ron Howard, Jim Hutton, Jack Klugman, Martin Landau, Cloris Leachman, Jean Marsh, Elizabeth Montgomery, Billy Mumy, Julie Newmar, Barbara Nichols, Leonard Nimoy, Robert Redford, Burt Reynolds, Janice Rule, Telly Savalas, William Shatner, Dean Stockwell, George Takei, Joyce Van Patten, Jack Warden, Jonathan Winters i Dick York. Altres episodis inclouen actuacions d'actors més tard en la seva carrera, com ara Dana Andrews, Joan Blondell, Ann Blyth, Art Carney, Jack Carson, Gladys Cooper, William Demarest, Andy Devine, Cedric Hardwicke, Josephine Hutchinson, Buster Keaton, Ida Lupino, Lee Marvin, Kevin McCarthy, Burgess Meredith, Agnes Moorehead, Alan Napier, Franchot Tone, Mickey Rooney i Ed Wynn. Klugman i Meredith estan empatats com els que han protagonitzats més episodis amb quatre cadascun.
Els actors de personatges que van aparèixer (alguns més d'una vegada) inclouen John Anderson, John Dehner, Betty Garde, Sandra Gould, Nancy Kulp, Celia Lovsky, Eve McVeagh, Nehemiah Persoff, Albert Salmi, Vito Scotti, Olan Soule, Harold J. Stone i Estelle Winwood. L'actor que apareix en més episodis és Robert McCord.

### Premis i nominacions
La Dimensió Desconeguda va ser nominatada a quatre Premis Emmy Primetime, guanyant-ne dos. També va guanyar tres premis Hugo consecutius a la millor representació dramàtica (1960-1962).
| Any  | Association           | Categoria                                   | Nominació               | Resultat  |
| ---- | --------------------- | ------------------------------------------- | ----------------------- | --------- |
| 1960 | Premis Emmy Primetime | Millor escriptura per a una sèrie dramàtica | Rod Serling             | Guanyador |
| 1961 | Premis Emmy Primetime | Millor sèrie dramàtica                      | The Twilight Zone       | Nominat   |
| 1961 | Premis Emmy Primetime | Millor escriptura per a una sèrie dramàtica | Rod Serling             | Guanyador |
| 1962 | Premis Emmy Primetime | Millor escriptura per a una sèrie dramàtica | Rod Serling             | Nominat   |
| 1960 | Premis Hugo           | Millor presentació dramàtica                | La Dimensió Desconeguda | Guanyador |
| 1961 | Premis Hugo           | Millor presentació dramàtica                | La Dimensió Desconeguda | Guanyador |
| 1962 | Premis Hugo           | Millor presentació dramàtica                | La Dimensió Desconeguda | Guanyador |
| 1963 | Premis Globus d'Or    | Millor productor/Director de Televisió      | Rod Serling             | Guanyador |

### Distribució online
A partir de l'abril de 2019, tots els episodis de mitja hora (temporades 1-3 i 5) de la sèrie estan disponibles a Netflix Instant Streaming al Brasil, Mèxic i als EUA.
Les cinc temporades de la sèrie estan disponibles a Hulu, Amazon Video i iTunes.
Totes les temporades tal com s'emeten, inclosos els espots promocionals gravats pel Sr. Serling, estan disponibles a Paramount+.

## Sèries derivades

### Segona sèrie (1985–1989)
Va ser la decisió de Serling de vendre la seva part de la sèrie a la xarxa la que finalment va permetre una nova sèrie de La Dimensió Desconeguda. Com a producció pròpia, CBS guanyava més diners produint The Twilight Zone que no pas comprant una nova sèrie produïda per una empresa externa. Tot i així, la xarxa va tardar a considerar un revival, rebutjant les ofertes de l'equip de producció original de Rod Serling i Buck Houghton i més tard del cineasta estatunidenc Francis Ford Coppola.
CBS va donar la green-light a Twilight Zone el 1984 sota la supervisió de Carla Singer, aleshores vicepresidenta de desenvolupament dramàtic. El programa no es va apropar a la popularitat perdurable de l'original. En un homenatge a la primera sèrie, els crèdits inicials inclouen una breu imatge de Rod Serling. Quatre episodis són noves versions dels de la primera sèrie: "Night of the Meek", "Shadow Play", "The After Hours" i "A Game of Pool", mentre que "Dead Woman's Shoes" és una adaptació de "Dead Woman's Shoes". A diferència de la primera, tercera i quarta sèrie, aquesta versió no inclou el monòleg inicial durant la seqüència del títol. A més, la narració és estrictament de veu en off i el narrador mai apareix a la pantalla.

### Tercera sèrie (2002–2003)
Una tercera sèrie va ser desenvolupada per UPN el 2002; va ser presentada per Forest Whitaker. Va ser una coproducció entre Spirit Dance Entertainment, Trilogy Entertainment Group, Joshmax Productions Services, i New Line Television. Es va emetre en un format d'una hora compost per dues històries de mitja hora i es va cancel·lar després d'una temporada.

### Quarta sèrie (2019–2020)
Al desembre de 2012, es va fer públic que Bryan Singer estava desenvolupant i fent de productor executiu d'una quarta sèrie de televisió per a CBS Television Studios. No es va triar un guionista per a la sèrie i el programa no es va llançar a cap xarxa. La CBS, que va emetre la primera sèrie i la segona, va estar interessada. El febrer de 2013, Singer va dir a TG Daily que el projecte encara estava en desenvolupament i que esperava dirigir el pilot i que actors estrella apareguessin al revival. El mes següent, va dir a IGN que un escriptor amb amb qui havia treballat anteriorment estava en negociacions per unir-se al revival i que se sentia "apassionat" per la primera sèrie i el revival previst.
Al febrer de 2016, es va informar que Ken Levine escriuria i dirigiria l'episodi pilot de la sèrie. També es va informar que la sèrie seria interactiva. El novembre de 2017, es va informar que Jordan Peele estava desenvolupant un reinici de la sèrie per al servei de streaming de CBS All Access amb Marco Ramírez com a possible showrunner. El Desembre de 2017, CBS All Access va encarregar la quarta sèrie The Twilight Zone. Es va anunciar que seria produïda per CBS Television Studios en associació amb Monkeypaw Productions i Genre Films. Jordan Peele, Marco Ramírez i Simon Kinberg serien productors executius de la sèrie i col·laborarien en l'episodi d'estrena. Win Rosenfeld i Audrey Chon també serien productors executius. Es va revelar que Peele era el nou presentador i narrador el setembre de 2018 i es va publicar la nova seqüència d'obertura. La sèrie es va estrenar l'1 d'abril de 2019.
L'episodi de la temporada 1 "Nightmare at 30.000 Feet" es basa en l'episodi de la temporada 5 de la primera sèrie "Nightmare at 20,000 Feet". L'episodi de la temporada 2 "You Might Also Like" inclou els Kanamits, que van aparèixer per primera vegada a l'episodi "To Serve Man" de la temporada 3 de la primera sèrie. El 24 de febrer de 2021, CBS All Access va cancel·lar la sèrie després de dues temporades.

## Altres mitjans

### Còmics
- Als Estats Units Western Publishing va publicar 4 còmics titulats "Twilight Zone" a través de l'editorial Dell Comics: el primer l'any 1961, els altres 3 el 1962. Els dos primers números formaven part de la sèrie d'antologia de llarga durada Four Color (numerats com 1173 i 1288),[51] els altres dos numerats i publicats de manera independent (maig-juliol de 1962 el registre indicat com a 01-860-207; agost-octubre, també de 1962, el registre 12-860-210).
- Western Publishing va reiniciar la sèrie amb un nou número 1 (novembre de 1962), sota el seu segell Gold Key;[52] aquesta sèrie va durar 92 números, fins al 1982 (en realitat el número 91 va sortir el 1979, només el darrer número es va publicar el 1982). Les històries també van tenir algunes reimpressions (a Mystery Comics Digest): molts artistes famosos van contribuir a la sèrie incloent Dan Spiegle, Frank Thorne, Alex Toth, Joe Orlando i Jerry Robinson. El número 84 (juny de 1978) és el primer còmic publicat per l'escriptor i artista Frank Miller.
- El novembre de 1990 es va publicar una nova sèrie per NOW Comics, utilitzant com a logotip la de la nova sèrie de televisió de 1985. Va durar 9 números, fins a l'octubre de 1991; el mes següent es va estrenar un nou número 1 per a una altra sèrie, que va durar 11 números (fins al setembre de 1992).

### Pel·lícula
Twilight Zone: The Movie és un llargmetratge de 1983 produït per Steven Spielberg. Va ser protagonitzada per Dan Aykroyd, Albert Brooks, John Lithgow, i el difunt Vic Morrow i Scatman Crothers. La pel·lícula va tornar a fer tres episodis clàssics de la primera sèrie i va incloure una història original. John Landis va dirigir el pròleg i el primer segment, Steven Spielberg va dirigir el segon, Joe Dante el tercer, i George Miller va dirigir el segment final. L'episodi de Landis es va fer famós per un accident d'helicòpter durant el rodatge que va causar la mort de Morrow i dos actors infantils.

#### Twilight Zone: Rod Serling's Lost Classics(1994)
A principis de la dècada de 1990, Richard Matheson i Carol Serling van produir un esquema per a una pel·lícula de dues hores feta per a televisió que inclouria adaptacions de Matheson de tres contes de Rod Serling encara no filmats. Els esbossos d'aquesta producció van ser rebutjats per la CBS fins a principis de 1994, quan la vídua de Serling va descobrir un guió complet de rodatge ("Where the Dead Are") escrit pel seu difunt marit, mentre rebuscava pel seu garatge. Va mostrar el guió oblidat als productors Michael O'Hara i Laurence Horowitz, que van quedar molt impressionats. "Tenia un munt de guions, dels que acostumava a postergar la lectura. Però aquest el vaig llegir de seguida i, després de 30 pàgines, vaig trucar a la meva parella i li vaig dir: "M'encanta", va recordar O'Hara. "Això és pura imaginació, una peça d'època, literàra, alguns podrien dirien amb moltes lletres. Si el nom de Rod Serling no hi estigués, no tindria cap possibilitat d'haver-se fet".
Amb ganes d'aprofitar l'estatus de celebritat de Serling com a escriptor, CBS va empaquetar "Where the Dead Are" amb l'adaptació de Matheson de "The Theatre", debutant com a llargmetratge de dues hores la nit del 19 de maig de 1994, sota el nom de Twilight Zone: Rod Serling's Lost Classics. El títol representa un nom inadequat, ja que ambdues històries van ser concebudes molt després de la cancel·lació de Twilight Zone. Escrita pocs mesos abans de la mort de Serling, "Where the Dead Are" va ser protagonitzada per Patrick Bergin com un metge del segle xix que es troba amb els experiments mèdics d'un científic boig amb la immortalitat. "The Theatre" va ser protagonitzada per Amy Irving i Gary Cole com a parella que visita un cineplex on descobreixen que la presentació de la funció representa la seva pròpia vida. James Earl Jones va proporcionar narracions inicials i de tancament.
La resposta crítica va ser mixta. El Gannett News Service ho va descriure com "tens i elegant, un recordatori del que pot passar quan els bons actors tenen bons diàlegs". USA Today va quedar menys impressionat, fins i tot suggerint que Carol Serling "hauria d'haver deixat aquestes dues mediocritats sense produir al garatge on les va trobar". En última instància, les valoracions van resultar insuficients per justificar una proposta de seqüela amb tres guions adaptats per Matheson.

### Ràdio
El 2002, la BBC va contractar el productor Carl Amari per llicenciar els drets de la propietat Rod Serling per convertir la sèrie de televisió en un drama radiofònic seriat setmanalment per a BBC Radio 4 Extra que al seu torn va ser comprat i distribuït per CBS Enterprises als EUA. La sèrie compta amb Stacy Keach en el paper de Rod Serling com a narrador i cada drama d'àudio de 40 minuts inclou una celebritat de Hollywood en el paper protagonista. Algunes de les estrelles inclouen Jim Caviezel, Blair Underwood, Jason Alexander, Jane Seymour, Lou Diamond Phillips, Luke Perry, Michael York, Sean Astin i Ernie Hudson. Els episodis s'emeten a nivell nacional a centenars d'emissores de ràdio i Sirius/XM, i estan disponibles per a la seva descàrrega.

### Teatre
Les produccions de teatre en directe dels episodis originals es poden veure a Los Angeles i Seattle, on el Theatre Schmeater ha produït contínuament una sèrie nocturna, "The Twilight Zone – Live" amb permís de la propietat Serling, des de 1996. El 2009, el grup de teatre Masquerade, amb seu a Chennai, va produir 'Dystopia', basat lliurement en els episodis "The Obsolete Man" i "Five Characters in Search of an Exit". El 2011, el grup de teatre de la Penn State University, No Refund Theatre, va produir una adaptació escènica de The Twilight Zone. Inclou els episodis "The Eye of the Beholder", "The Midnight Sun" i "Nothing in the Dark". Va ser dirigit per Anthony Arbaiza.
El 2017, Bethesda-Chevy Chase High School va produir una adaptació en directe dirigida per Adam Graham amb permís de CBS, amb dos programes que contenien quatre episodis cadascun. Aquests episodis incloïen "Will The Real Martian Please Stand Up?" i "The Monsters Are Due On Maple Street". així com episodis més desafiants tècnicament com "Penny For Your Thoughts" i "The Eye of the Beholder".
El desembre de 2017, el Teatre Almeida de Londres va escenificar la producció d'estrena mundial de 'The Twilight Zone'. Adaptat per Anne Washburn i dirigit pel guanyador del Premi Laurence Olivier Richard Jones, i es va basar en històries de la primera sèrie de Rod Serling, Charles Beaumont i Richard Matheson.

### Atracció del parc temàtic

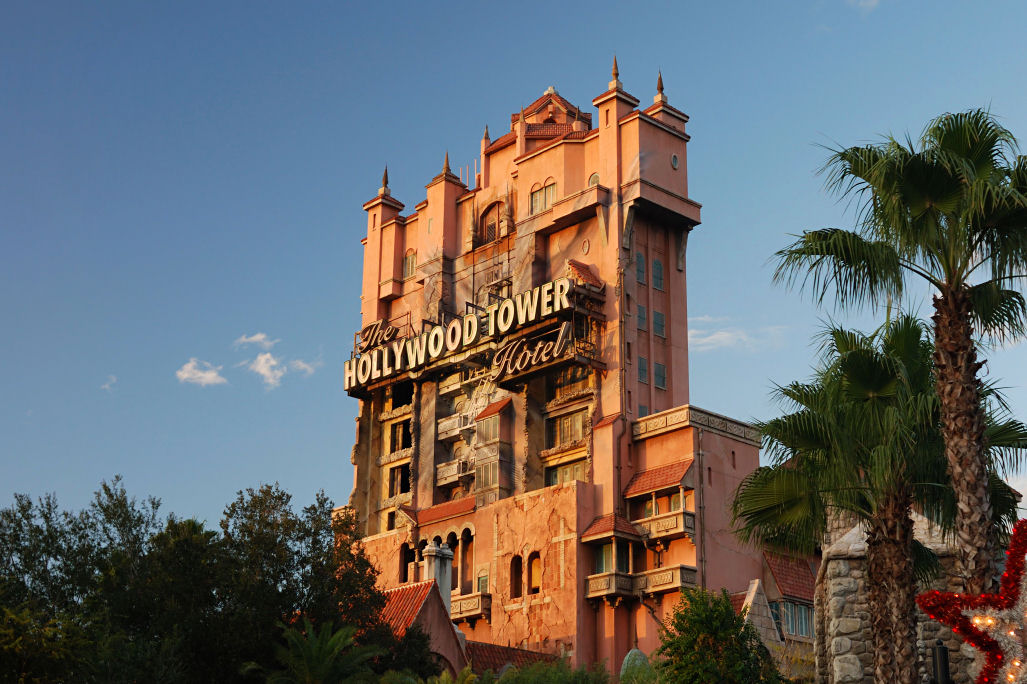
Torre del terror The Twilight Zone a Disney's Hollywood Studios

The Twilight Zone Tower of Terror és una atracció de parc temàtic basat en la sèrie original Twilight Zone. Dissenyat per Walt Disney Imagineering, l'atracció està present al Disney's Hollywood Studios a Orlando, al Parc Walt Disney Studios a París i a Tokyo DisneySea al Japó. Una quarta atracció a Disney California Adventure va funcionar del 2004 al 2017 abans de passar a anomenar-se Guardians of the Galaxy – Mission: Breakout!. L'atracció del Japó és l'única que no té com a temàtica The Twilight Zone, a causa de les diferències culturals i les limitacions de llicència per a Oriental Land Company, propietari i operador dels parcs de Tòquio.